# Лонч, Мариан
Мариан Лонч (пол. Marian Łącz; 5 декабря 1921 — 2 августа 1984) — польский актёр театра, кино, радио и телевидения; также футболист клубов «Ресовия», «Лехия», «Лодзь», «Полония» и национальной сборной Польши.

## Биография
Мариан Лонч родился в Жешуве. Дебютировал в Театре в Жешуве в 1945 году. Актёрское образование получил в Государственной высшей театральной школе в Варшаве (теперь Театральная академия им. А. Зельверовича), которую окончил в 1951 году. По 1952 год он был также футболистом. Затем актёр театров в Лодзи и Варшаве. Выступал в спектаклях «театра телевидения» (в 1957—1983 гг.) и в передачах «театра Польского радио». Умер в Варшаве.
Его дочь — актриса Лаура Лонч (род. 1954).

## Избранная фильмография
- 1949 — Чёртово ущелье / Czarci żleb
- 1955 — Подгале в огне / Podhale w ogniu
- 1956 — Тень (Кто он?) / Cień
- 1957 — Месть / Zemsta
- 1958 — Позвоните моей жене / Co řekne žena? (Чехословакия / Польша)
- 1958 — Восьмой день недели / Ósmy dzień tygodnia
- 1959 — Лётна / Lotna
- 1960 — Тысяча талеров / Tysiąc talarów
- 1962 — О тех, кто украл Луну / O dwóch takich, co ukradli księżyc
- 1962 — Гангстеры и филантропы / Gangsterzy i filantropi
- 1963 — Взорванный мост / Zerwany most
- 1963 — Беспокойная племянница / Smarkula
- 1963 — Далека дорога / Daleka jest droga
- 1963 — Крещённые огнём / Skąpani w ogniu
- 1964 — Встреча со шпионом / Spotkanie ze szpiegiem
- 1964 — Цвета борьбы / Barwy walki
- 1964 — Счёт совести / Rachunek sumienia
- 1965 — Три шага по земле / Trzy kroki po ziemi
- 1965 — День последний, день первый / Dzień ostatni, dzień pierwszy
- 1966 — Домашняя война / Wojna domowa (только в 12-й серии)
- 1966 — Самозванец с гитарой / Mocne uderzenie
- 1966 — Давай любить сиренки / Kochajmy syrenki
- 1967 — Париж-Варшава без визы / Paryż-Warszawa bez wizy
- 1967 — Ставка больше, чем жизнь / Stawka większa niż życie (только в 5-й серии)
- 1968 — Плечом к плечу (Направление — Берлин) / Kierunek Berlin
- 1968 — Дансинг в ставке Гитлера / Dancing w kwaterze Hitlera
- 1969 — Последние дни / Ostatnie dni
- 1970 — Операция «Брутус» / Akcja Brutus
- 1970 — Приключения пса Цивиля / Przygody psa Cywila (только во 2-й серии)
- 1971 — Беспокойный постоялец / Kłopotliwy gość
- 1973 — Большая любовь Бальзака / Wielka milość Balzaka (только во 2-й серии)
- 1973 — Яношик / Janosik
- 1974 — Самый важный день жизни / Najważniejszy dzień życia (только в 4-й серии)
- 1975 — Казимир Великий / Kazimierz Wielki
- 1976 — Брюнет вечерней порой / Brunet wieczorową porą
- 1976 — Польские пути / Polskie drogi (только в 1-й серии)
- 1977 — Люби или брось / Kochaj albo rzuć
- 1977 — Страсть / Pasja
- 1977 — Кукла / Lalka (только в 5-й серии)
- 1978 — Что ты мне сделаешь, когда поймаешь / Co mi zrobisz jak mnie złapiesz
- 1980 — Грешная жизнь Франциска Булы / Grzeszny żywot Franciszka Buły
- 1980 — Мишка / Miś
- 1980 — Горячка / Gorączka
- 1982 — Пепельная среда / Popielec
- 1983 — Альтернативы 4 / Alternatywy 4
- 1984 — Любовь из хит-парада / Miłość z listy przebojów
- 1984 — Хозяин на Жулавах / Pan na Żuławach (только в 1-й серии)

## Признание
- 1955 — Медаль «10-летие Народной Польши».